# 陶德·麥卡錫
陶德·麥卡錫（英語：Todd McCarthy，1950年2月16日—）是一名美國男影評人、編劇和導演。截至2010年，他成為了《綜藝》雜誌的首席影評人，工作歷時三十一年。同年10月，他加入了《好萊塢報導》擔任首席影評人。

## 職業生涯
從1974年到1975年間，麥卡錫在洛杉磯的派拉蒙影業中擔任編劇愛琳·梅的助手。他也和查爾斯·弗林（Charles Flynn）撰寫了《Kings of Bs: Working Within the Hollywood System》，該書於1975年出版。這是一本探討偉大B級片電影人的書。1975年到1977年間，麥卡錫在洛杉磯的新世界影業擔任廣告和宣傳總監。後來於1997年，他成為了英語版《Le Film français》雜誌的經理。次年，他到《Film Comment》雜誌擔任好萊塢編輯。
1979年，麥卡錫成為了一名影評人並開始在《綜藝》撰稿。1990年，麥卡錫編寫了一部名為《Preston Sturges: The Rise and Fall of an American Dreamer》的紀錄片並獲得了艾美獎。之後，他又執導了四部紀錄片，分別為《光影的魅力》（1992年）、《Claudia Jennings》（1995年）、《Forever Hollywood》（1999年）和《Man of Cinema: Pierre Rissient》（2007年）。其中，《光影的魅力》被國家影評人協會及紐約影評人協會評選為年度最佳紀錄片獎。而《Forever Hollywood》則已在格勞曼埃及劇院放映了十多年。2007年，他寫了《Fast Women: The Legendary Ladies of Racing》一書。而在2000年出版的《Howard Hawks: The Grey Fox of Hollywood》一書中描述了關於著名導演霍華·霍克斯的內容。
2010年3月，麥卡錫離開了《綜藝》，他也是該雜誌中最資深的員工。他離開後開始與一個名為IndieWire的獨立網站合作。他於2010年10月被《好萊塢報導》雇用，並被總編輯珍尼斯·米恩聘為首席影評人。2011年，麥卡錫撰寫了《Des Ovnis, des Monstres et du Sexe: Le Cinéma Selon Roger Corman》一書。

## 外部連結
- 陶德·麥卡錫在互联网电影资料库（IMDb）上的資料（英文）
- Todd McCarthy papers, MSS 2308 （页面存档备份，存于） at L. Tom Perry Special Collections （页面存档备份，存于）, Brigham Young University